# Comisión del Pacto de Toledo
La Comisión del Pacto de Toledo, oficialmente Comisión de Seguimiento y Evaluación de los Acuerdos del Pacto de Toledo, es una  comisión parlamentaria con carácter permanente y no legislativa que tiene como objetivo el control del cumplimiento de los objetivos del Pacto de Toledo y la propuesta de recomendaciones para el mantenimiento y mejora del sistema de pensiones.

## Historia
La comisión fue creada por el pleno del Congreso de los Diputados el 14 de septiembre de 1999, constituyéndose por primera vez el 23 de septiembre, con un carácter no permanente y formada por tres miembros del PP, tres del PSOE, dos de IU, dos de CiU, y un representante del PNV, uno de Coalición Canaria y uno del Grupo Mixto. Su primer presidente fue Ramón Aguirre Rodríguez, del PP. Anteriormente, sus funciones las asumía la Comisión de Presupuestos.
La comisión se ha creado en todas las legislaturas desde 1999, con representación de todos los grupos políticos, y buscando evitar con este 'pacto' que las pensiones sean objeto de conflicto partidista. Desde el año 2012 se constituye con carácter permanente.

## Presidentes
| Presidente                            | Partido político | Circunscripción | Mandato   |
| ------------------------------------- | ---------------- | --------------- | --------- |
| Ramón Aguirre Rodríguez               | PP               | Cáceres         | 1999–2000 |
| Fernando Fernández de Trocóniz Marcos | PP               | Salamanca       | 2000–2002 |
| Jesús Merino Delgado                  | PP               | Segovia         | 2002–2004 |
| Juan Morano Masa                      | PP               | León            | 2004–2011 |
| Manuel Chaves                         | PSOE             | Cádiz           | 2012–2015 |
| Jesús Caldera                         | PSOE             | Salamanca       | 2015      |
| Juan Pedro Yllanes                    | Podemos          | Islas Baleares  | 2016      |
| Celia Villalobos                      | PP               | Málaga          | 2016–2019 |
| Josefa Andrés Barea                   | PSOE             | Valencia        | 2019      |
| Magdalena Valerio                     | PSOE             | Guadalajara     | 2020-2022 |
| María Luisa Carcedo                   | PSOE             | Asturias        | 2023      |
| Patricia Blanquer                     | PSOE             | Alicante        | 2023      |

## Composición actual
| Mesa de la Comisión | Mesa de la Comisión | Mesa de la Comisión | Mesa de la Comisión                                                               | Mesa de la Comisión                                                                        | Mesa de la Comisión                      | Mesa de la Comisión                             | Mesa de la Comisión                 |
| Presidenta | Presidenta | Vicepresidente primero | Vicepresidente primero                                                            | Vicepresidente segundo                                                                     | Vicepresidente segundo                   | Secretario primero                              | Secretario segundo                  |
| --- | --- | --- | --------------------------------------------------------------------------------- | ------------------------------------------------------------------------------------------ | ---------------------------------------- | ----------------------------------------------- | ----------------------------------- |
| Josefa Andrés Barea (PSOE) | Josefa Andrés Barea (PSOE) | Héctor Illueca (UP) | Héctor Illueca (UP)                                                               | José Ignacio Echániz (PP)                                                                  | José Ignacio Echániz (PP)                | Francisco Javier Fernández-Bravo García (Cs)    | Íñigo Barandiaran Benito (EAJ-PNV)  |
| Miembros de la Comisión | | |                                                                                   |                                                                                            |                                          |                                                 |                                     |
| Grupo Socialista | Grupo Popular | Grupo Ciudadanos | Grupo Unidas podemos                                                              | Grupo VOX                                                                                  | Grupo ERC                                | Grupo Vasco                                     | Grupo Mixto                         |
| - Mercè Perea - Valentín García Gómez - José Luis Aceves Galindo - Javier Antón Cacho - Eva Bravo Barco - Rafaela Crespín Rubio - José Carlos Durán Peralta - Fuensanta Lima Cid - Cristina López Zamora - María Dolores Narváez Bandera - Esther Padilla Ruiz - Ana Prieto Nieto - Luis Carlos Sahuquillo - Agustín Javier Zamarrón | - Tomás Cabezón Casas - Carolina España Reina - Andrés Lorite Lorite - Milagros Marcos - Diego Movellán - Rosa Romero Sánchez - Luis Santamaría Ruiz | - Marcial Gómez Balsera - Sergio del Campo Estaún - María Victoria Domínguez - Lourdes Guillén Figuerola - María Carmen Martínez Granados - Soraya Mayo Alonso | - Yolanda Díaz - Eva García Sempere - María del Carmen Pita Cárdenes - Aina Vidal | - Pablo Sáez Alonso-Muñumer - Magdalena Margarita Contestí Rosselló - Rocío de Meer Méndez | - Jordi Salvador i Duch - Gabriel Rufián | - Íñigo Barandiaran Benito (Secretario segundo) | - Iñaki Ruiz de Pinedo - Ana Oramas |
| Fuente: | | |                                                                                   |                                                                                            |                                          |                                                 |                                     |